# Rába
Rába (německy Raab) je řeka v Rakousku (Štýrsko, Burgenland) a v Maďarsku (župy Vas, Győr-Moson-Sopron). Je přibližně 283 km dlouhá. Povodí má rozlohu 10 401 km².

## Název
Název Rába je etymologicky spojen i s českým a slovenským označením pro město Győr (Ráb). Je původem z latiny nebo řečtiny, ze slova Arrabo/Ἀραβον. Přesný původ je nicméně neznámý a předpokládá se, že bude nejspíše indoevropský. První záznam názvu řeky pochází z roku 791 jako Hrapa.
Podle řeky se jmenuje i strojírenský podnik Rába. Dala název svému regionu, který zní Rábaköz. Je třetí nejdelší řekou v zemi.

## Průběh toku

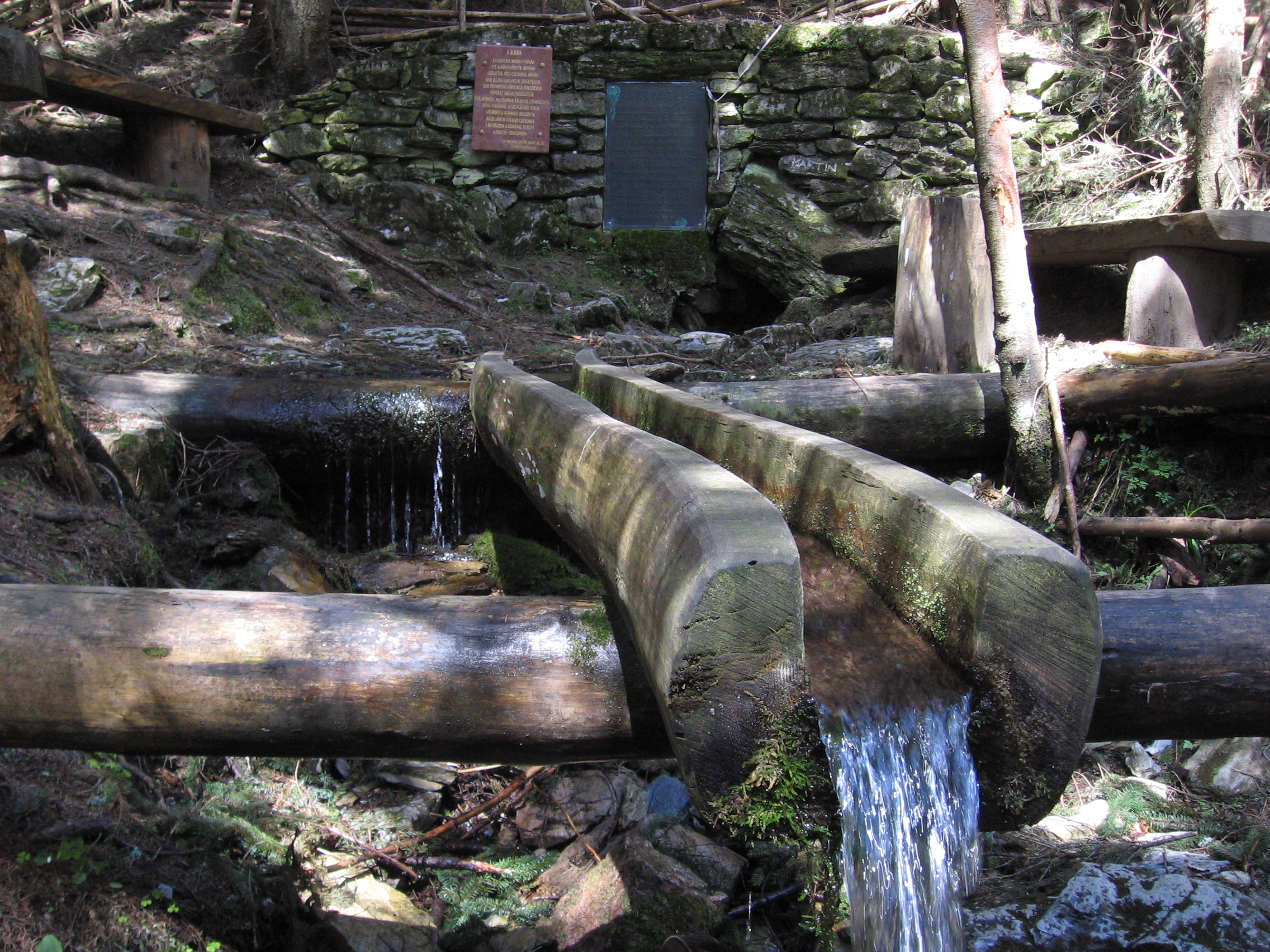
Pramen Ráby

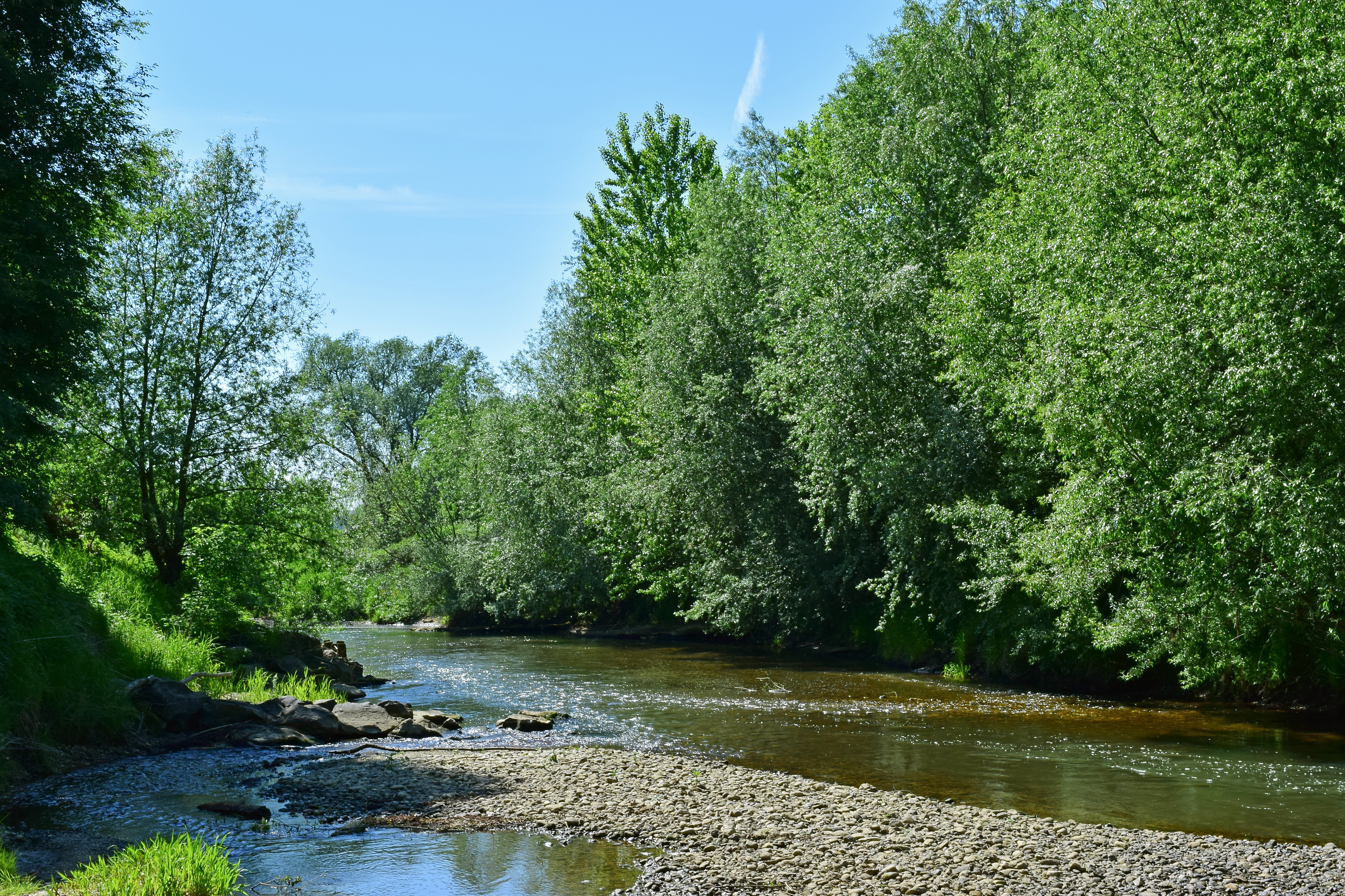
Řeka na rakouském území.

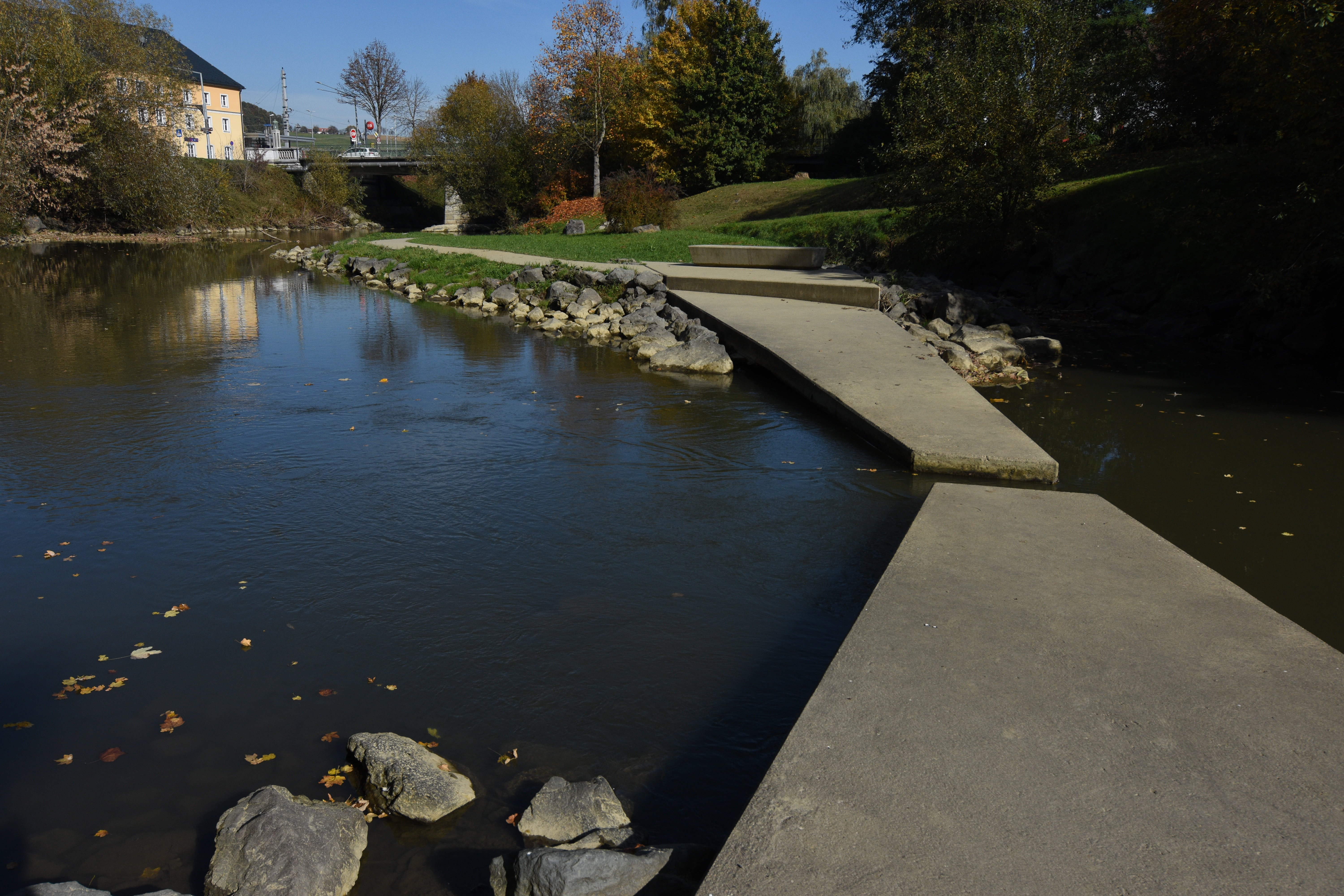
Řeka ve Feldbachu.

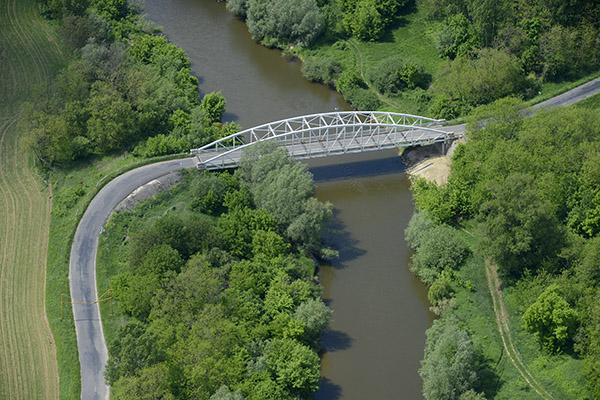
Silniční most přes řeku Rábu na maďarské straně.

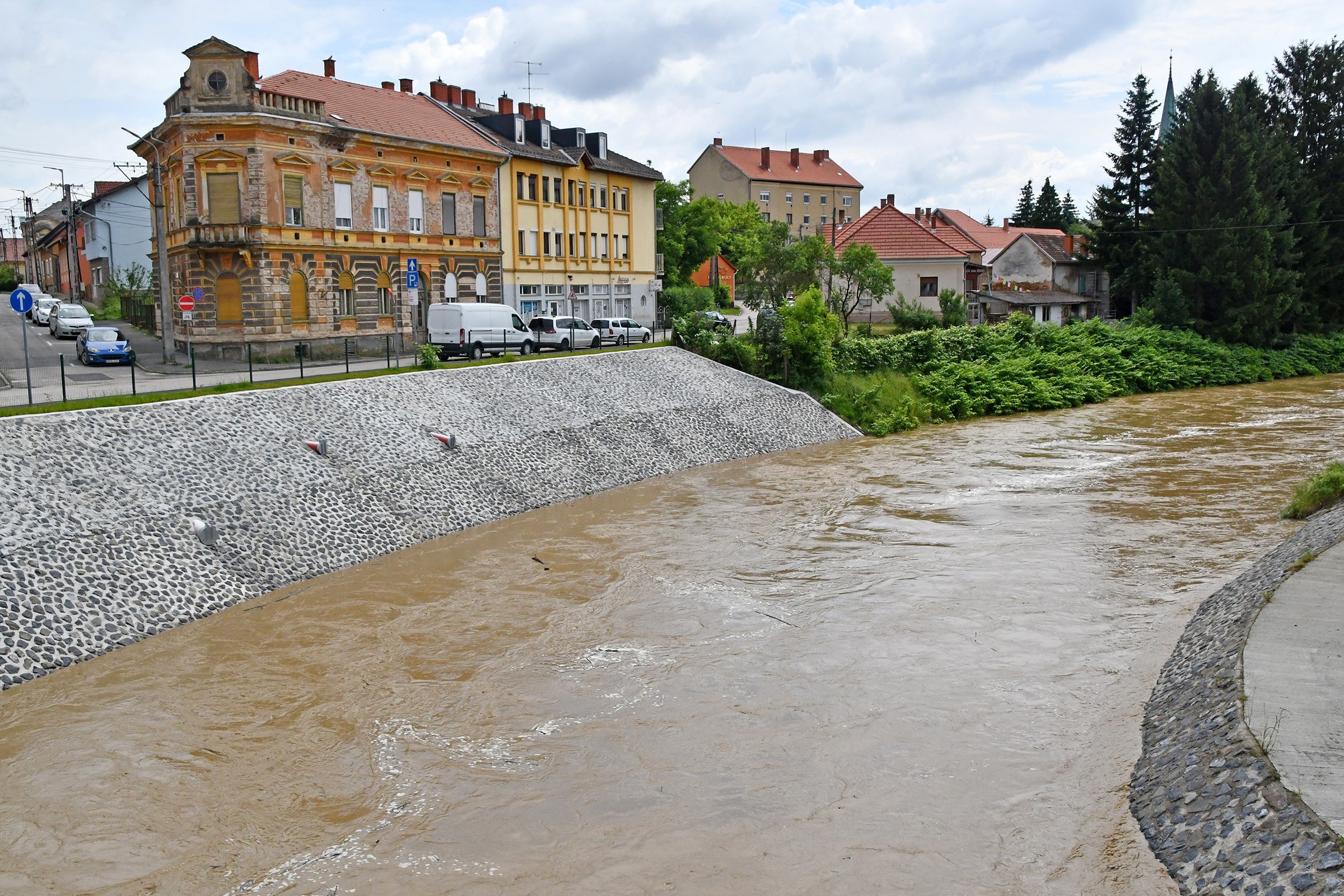
Rába v Szentgotthárdu.

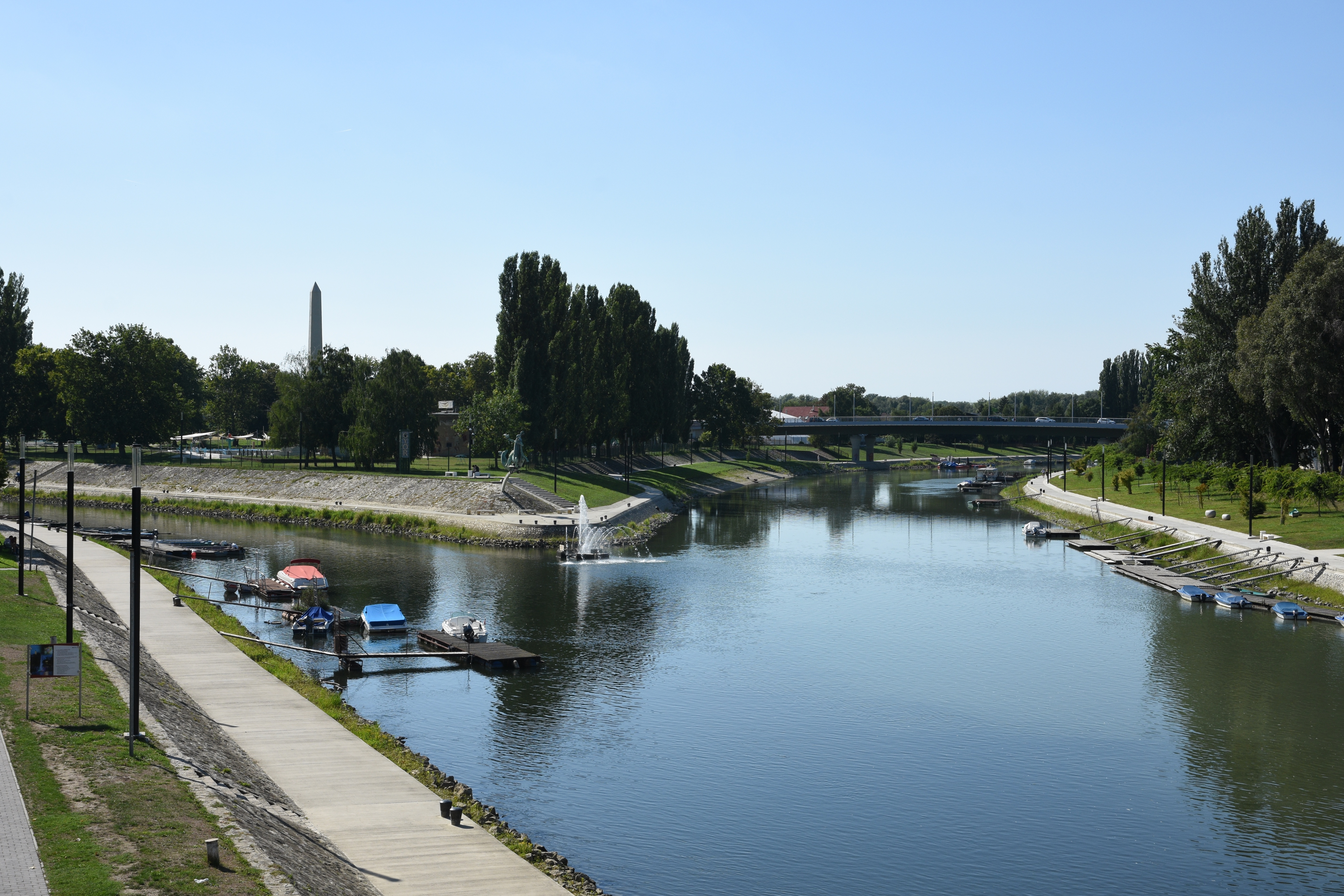
Ústí řeky do Mošoňského Dunaje.

Pramení ve Fischbašských Alpách v nadmořské výšce okolo 1200 metrů nedaleko města Bruck an der Mur. Prvním větším sídlem, kterým protéká, je Passail. Odtud směřuje na jihovýchod, kde teče velkou soutěskou s názvem Große Raabklamm. Zde řeka teče přibližně na 550 metrech nadmořské výšky a okolní vrcholky se pohybují okolo 1000 m n. m. Říčka zde vytváří značný počet meandrů, nachází se tu řada turistických tras a také pozůstatků různých pevností nebo hradů. Jedná se o navštěvovanou a oblíbenou oblast.
Za hradem Raabeck se řeka stáčí na východ a částečně prochází otevřeným údolím, za nímž vstupuje opět do soutěsky, tentokrát menší a s názvem Kleine Raabklamm. U obce Oberdorf se údolí řeky rozšiřuje. Rába následně teče na jihovýchod širokým údolím s četnými vinicemi. U města Gleisdorf se do ní vlévá potok Rabnitzbach. Až po město Feldbach teče jižním směrem a její údolí využívá řada silničních komunikací i železnice. Poté směřuje dále na východ a protéká obcemi Fehring, Jennersdorf a u vesnice Mogersdorf teče k státní hranici s Maďarskem. Přes Rakousko vede zhruba 100 kilometrů toku řeky. Zde je údolí chráněno jako Přírodní park Rába (německy Naturpark Raab).
V oblasti, kde řeka překonává státní hranici zasahuje historické slovinské osídlení. Oblast údolí řeky Ráby zde bývá zahrnována do širší interpretace regionu tzv. Zámuří (slovinsky Prekmurje).
Na maďarském území protéká nejprve městem Szentgotthárd, kde přibírá říčku Lafnitz. Poté teče na východ jako nížinná meandrující řeka, která je obklopena lužními lesy a četnými močály. Částečně je její koryto součástí i národního parku Őrség. U města Körmend se Rába stáčí na severovýchod a přibírá říčku Pinka z levé strany. Dále řeka pokračuje převážně přes Středodunajskou rovinu (Kisalföld). Protéká městem Sárvár (kde se do něj vlévá řeky Gyöngyös) a u obce Répcelak se od ní odděluje rameno Kis-Rába (malá Rába), které směřuje do říčky Répce a s ním tvoří vodní tok Rábca. 
Na svém dolním toku je řeka již napřímena (byť u některých obcí jsou patrná slepá ramena, např. Rábacsécsény, Merges, Ikrény). Obklopena je protipovodňovými valy z obou stran. Na konci své cesty řeka vstupuje do města Győru. Ústí zprava do pravého ramene Dunaje zvaného Mošoňský Dunaj v samotném středu zmíněného města.
Řeka má průměrný spád 21,1 a 89,6 cm/km. 

## Historie
Předpokládá se, že v období kenozoika řeka tekla opačným směrem, nicméně tektonické změny donutily řeku obrátit směr jejího toku.
Již v první polovině 13. století je doložené, jak záplavy na řece Rábě ohrožovaly místní vesnice. Již tehdy probíhala výstavba různých hrází a kanálů, které měly vodu odvádět a případně zadržovat. 
Údolí řeky Ráby mělo ve po krátkou dobu ve středověku strategický význam. Na čtyřech místech, kde bylo snadnější řeku překročit (Sárvár, Rábahídvég, Körmend a Csákánydoroszló) byly vybudovány silné hrady. Pevnosti vznikaly také i na území, které je dnes součástí Rakouska. Rába byla také přirozenou linií, kde se mohla Habsburská monarchie bránit v 16. a 17. století proti Turkům. Po pádu Nagykanizse se stala i hranicí mezi oběma státy. Řadu pevností a hradů zde Turci zničili, jako např. Rábahíd. Turci se pokoušeli ovládnout tok řeky až po Szentgotthárd, nicméně tam byli v roce 1664 poraženi. Jako Bitva na Rábě bývá někdy označována i bitva u Mogersdorfu, ve které Raimondo Montecuccoli porazil vojska Osmanské říše v druhé polovině 17. století. 
V roce 1641 zasáhla dolní tok Ráby povodeň hned dvakrát; na jaře i na podzim a způsobila zdrcující škody pro místní obyvatelstvo.
Na řece se nacházela řada tradičních mlýnů. Jejich provoz byl nicméně často předmětem střetů, neboť mlynáři byli obviňováni z toho, že stojí řece v cestě a zhoršují povodně, které se čas od času na povodí Ráby vyskytovaly. V rámci mlýnů byly uskutečněny různé stavební úpravy, jezy, zdi apod. Sloužily především pro mlynáře a vznikaly postupně od středověku. Ještě v 18. století bylo na Rábě mlýnů okolo šedesáti (v Zalitavsku).
K další významné bitvě na břehu řeky došlo během napoleonských válek, a to dne 14. června 1809 mezi francouzským vojskem a rakouskými silami. 
V roce 1879 zasáhla údolí řeky Ráby silná povodeň. Velká voda se nejen vylila z břehů, ale také zničila do té doby budované valy. Rozsah škod byl značný. Kromě obnovy zničených sídel ale došlo ke zrychlení do té doby nedokončených prací na regulaci řeky. Stavební práce ale provázely časté výpadky financování. Další povodeň na Rábě se odehrála roku 1883 a i tehdy došlo k značným škodám. Následně se do regulačních prací vložila zalitavská vláda, která poskytla granty a standardy jak nově hráze postavit tak, aby na dolním toku řeka nepůsobila velké škody. Na mapách třetího vojenského mapování jsou patrné některé regulované úseky (např. u obce Várkesző i jinde), do začátku druhé světové války byl nicméně zregulován celý úsek řeky od jejího ústí až po zhruba město Sárvár. Regulací byla řeka výrazně zkrácena. Do roku 1891 to bylo o 48 kilometrů. Všechny mlýny byly také zbourány a jejich majitelé vyplaceni.
Poslední konflikt, kdy řeka plnila roli obranné linie, byly závěrečné měsíce druhé světové války. Ustupující německá vojska zde vyhodila do povětří několik mostů přes řeku tak, aby je postupující Rudá armáda nemohla využít.
Až do 50. let 20. století byla kvalita vody v řece vynikající, to se však začalo měnit s rozvojem průmyslu a především industrializací zemědělství a využíváním chemie. Situace se zlepšila v 21. století. Kvalita vody a ochrana životního prostředí vyústila dokonce v návrat bobrů, jejichž hráze v případě povodní dokonce ohrožují tok zvýšené hladiny Ráby.
Vzhledem k tomu, že je řeka na rakouském území a na samotném západě území maďarského neregulována, vynakládá maďarská vláda jisté prostředky do výstavby ochrany proti povodním i v 21. století. Zprovozněn byl také monitorovací systém.

## Vodní režim
Vyšší stav nastává na jaře. V létě dochází k povodním, které jsou způsobené dešti, množství vody ale do značné míry ovlivňuje tání sněhu v Alpách. V této době také byly historicky nejčastější povodně. Průměrný průtok činí přibližně 18 m³/s. Od ledna do února se vytváří nestálá ledová pokrývka. Šířka řeky se pohybuje okolo 30–50 metrů v dolní části při ústí do Mošoňského Dunaje.

## Využití
Průtok je regulovaný a na dolním toku je říční koryto kanalizované. Pod městem Körmend (Maďarsko) až k ústí je možná vodní doprava. Řeka není nicméně splavná po větší své části (která není regulovaná). Pro dopravu zboží ale byla využívána již od středověku.
Ve Štýrsku byly na horním toku řeky postaveny početné malé vodní elektrárny. Na území státu Burgenland (těsně před vstupem řeky na maďarské území) se nachází také jedna. Na maďarské části řeky se nachází celkem pět vodních elektráren s celkovým výkonem 4,747 kW a ročně vyrobí 29 milionů kWh energie. Jedná se o vodní díla: Alsószölnök postavenou v roce 1960, dále Csörötnek z roku 1919 a obnovenou v roce 2004, potom Körmend z roku 1930 a nakonec Ikervár a Kenery. Poslední uvedená byla dokončena roku 2009. 
Řeka se využívá se také na zavlažování. Z porezních hornin je také čerpána pitná voda, její kvalita je nicméně ovlivňována kvalitou vody v řece. Tato voda se využívá v menších obcích na maďarské straně řeky.

## Znečištění
Časté vypouštění odpadních vod a vod znečištěných chemickými látkami, především ze dvou továren na zpracování kůží ve Štýrsku a v Burgenlandu je předmětem častých sporů mezi Rakouskem a Maďarskem. Toto znečištění se projevuje především velkou mírou pěnění řeky. Rakouské úřady byly v tomto směru dlouhou dobu nečinné, neziskové organizace jako např. Greenpeace svými měřeními poukázaly na to, že došlo k překročení zákonných limitů. Jedná se především o fosfáty, železo a další. V roce 2007 vyzvala maďarská environmentální organizace Pronas k bojkotu rakouského piva s odůvodněním, že v něm je tolik pěny, jako v Rábě. Kampaň vedla k tomu, že témata převzala politická reprezentace v Maďarsku a pohrozila soudním sporem Rakousku u soudního dvora EU. 
Obě strany nálsedně podepsaly v červnu 2007 akční program, na základě něhož Rakousko zpřísní předpisy pro ochranu vod a stanoví nové limity pro množství chemických látek, vypouštěných do řeky. Následně byl uskutečněn projekt za podpory EU na čištění řeky.
V roce 2010 byla řeka Rába kontaminována červeným bahnem po protržení hráze odkaliště u Ajky. Kvalita vody se nicméně od této doby setrvale zlepšuje. Spory mezi oběma zeměmi (Rakouskem a Maďarskem) jsou vyřešené. V rámci obnovy řeky byla některá slepá ramena spojena zpět s Rábou. K výskytu nadměrného množství pěny ovšem čas od času dochází.

## Turistika a rekreace
Pláže na řece Rábě jsou v létě oblíbeným místem na koupání. Nachází se ve velkém množství obcí podél toku řeky s výjimkou blízkosti elektráren nebo průmyslových závodů. Řeka je rovněž oblíbená u rybářů. 